# Monodontomerus laticornis
Monodontomerus laticornis är en stekelart som beskrevs av Grissell och Zerova 1985. Monodontomerus laticornis ingår i släktet Monodontomerus och familjen gallglanssteklar.
Artens utbredningsområde är:
- Kazakstan.
- Moldavien.
- Ukraina.

Inga underarter finns listade i Catalogue of Life.